# John Jensen (Beamter)
John Ejner Jensen (* 6. Januar 1933 in Glim; † 6. Oktober 2015) war ein dänischer Beamter und Lehrer.

## Leben
John Jensen war der Sohn des Buchdruckers Hans Lars Jensen († 1979) und seiner Frau Astrid Ragnhild Jensen († 1971). Er heiratete am 16. Juli 1955 die Grönländerin Karoline H. K. Titussen (1931–1991). Er schloss 1957 das Lehrerexamen ab und das Ehepaar zog nach Grönland, wo beide Lehrer wurden. In den ersten Jahren war John Jensen in Maniitsoq, Tasiilaq, Paamiut und Sisimiut beschäftigt. 1972 wurde er zum grönländischen Schuldirektor mit Sitz in Nuuk ernannt. 1980 wurde er Direktor im grönländischen Kultur- und Bildungsministerium, aber im Jahr darauf Sekretariatschef des Öffentlichen Abkommensrats für Grönland. 1982 wurde er zum Sekretariatschef der Regierung ernannt. Von 1985 bis 1988 war er Direktor der Regierung. Nach dem Tod seiner Frau zog er 1991 nach Frederiksberg.
Daneben hatte er mehrere ehrenamtliche Posten inne. Er war Vorsitzender der Freizeitkommission, Mitglied der Radioverwaltung und des Berufsbildungsrats, Aufsichtsratsmitglied bei Nunaoil und Nuna Bank und beim Arktisk Institut. Dazu war er Mitglied des Komitees zur Gründung des Katuaq. Er war Ritter des Dannebrogordens und erhielt am 30. April 1991 den Nersornaat in Silber.